# 泉州公交21路
泉州公交21路是中华人民共和国泉州市境内的一条公共交通线路，全程15.1公里。起讫点为西湖公园至泉州师院，运营时间为西湖公园：6:30-22:50；泉州师院：6:00-22:00。

## 历史
- 1999年1月1日，泉州公交开通21路小公共汽车。初期运营区间为体育场（威远楼）-东海滨城[1]。初期运营时间因缺乏资料而不明，初期使用车辆为11部华新牌小巴
- 1999年8月10日，21路开通夜班服务，末班发车时间延长至体育场20:40、东海滨城21:12发车[2][3][4]
- 2000年10月1日，21路自体育场经由北门街、泉山路延伸至水上乐园始发终到[5]
- 2004年1月1日，21路接手并更换自26路、29路退下的22部华夏AC6750Q型无空调汽油客车
- 2004年4月，因市区中山中路改造工作全面展开，21路取消途径中山中路，临时改道途径东街、温陵路
- 2004年7月，中山中路改造完成后，21路恢复途径中山中路
- 2005年5月26日，21路闽CY0656号车于朝天门环岛，与一部摩托车发生相撞事故，造成摩托车上1人当场死亡，1人送医不治，该运营车辆则在救人过程中被营救民众掀翻[6]
- 2005年9月5日，21路末班时间延长至22:30发车[7]
- 2006年9月1日，21路更换12部亚星JS6800HD2型柴油空调公交车和自33路退下的10部亚星JS6800H型空调柴油客车，并退下22部AC6750Q[8]
- 2006年12月22日，21路闽CY1307号车途径通港西街时，为躲避皮卡车，遭遇来自后方1路、泉州-崇武客运专线以及8路等3辆车连环追尾，造成21路后挡风玻璃损坏
- 2007年12月10日，因泉州大桥北桥头实行单向行驶。21路往泉州师院方向改为途径温陵南路、宝洲街、田安南路至泉秀街后原线行驶，而返程则不变[9]
- 2008年1月15日，因中山南路的新门街口至天后路段行路面浇沥青施工，21路改道行驶天后路、民权路、涂门街至中山路后原线行驶。次日施工完毕后，则恢复原线行驶
- 2008年12月，21路更换为25部亚星JS6906GHA型空调柴油客车
- 2009年10月5日，21路闽CY1970号车途径中山南路时，因一部电动摩托车行驶在机动车道上突然拐弯，与对向驶来的闽CY1876号车刮到电动车，造成电动车上的两位乘客轻微刮伤[10]
- 2010年10月，21路更换为22部福达FZ6106UF63型空调柴油客车
- 2012年2月15日，21路一部运营车辆的售票员在行驶途中因儿童票售票问题与一乘客发生肢体冲突，该售票员事后被处以下岗学习处分[11]
- 2012年7月8日，因泉州大桥北桥头取消单向行驶，2路取消途径温陵南路、宝洲街、田安南路，改为双向途径泉秀路行驶[12]
- 2013年3月19日，21路启用无人售票制度[13]
- 2013年9月16日，8路一部运营车辆在途经客运中心站时，与邻近的21路运营车辆发生擦撞事故，造成8路右侧车窗损坏[14]
- 2013年11月8日，21路闽CYA122号车途径泉秀街时，因驾驶员担心来不及按预定时间到达终点站而超车，导致该车与5路（现K501路）的一部运营车辆发生碰撞，造成该车车窗玻璃碎裂，而5路车的倒车镜受损[15]
- 2014年8月，21路启用英语车内报站，成为泉州公交第二条采用普通话、闽南语、英语三种语言播报站点的线路
- 2014年10月27日，21路更换为25部西虎QAC6100NG5-1型空调LNG客车[16]
- 2015年3月10日，21路于幸福街口站与对向行驶的42路运营车辆发生相撞，造成21路车内一名女性乘客受伤[17]
- 2016年6月14日，21路闽CYD319号车于钟楼路口，因车身视觉死角，该车在绿灯亮起时径直启动前行，造成一闯红灯女子被该车碾压后身亡[18]。受此影响，日后泉州公交绝大多数车辆撤除车头线路牌[19]
- 2016年11月2日，21路闽CYD272号车行驶途径通港西街时，一位老年乘客突然倒下，虽经车上包括两名中学生在内的多名乘客紧急施救，但该男子抢救无效宣告不治[20]
- 2017年6月10日，21路票价由分段计价¥2.0降为一票制¥1.0[21]
- 2017年9月28日，因泉州古城提升改造及城市双修的要求，21路自该日起，取消途径中山中路。改为途径东街、南俊路、百源路、涂门街至中山南路后原线行驶。[22]
- 2018年1月11日，21路全线更换为金旅XML6855JEVW0C型空调电动巴士，配车数增加至40部
- 2020年12月15日，因师院公交首末站建成投用，自该日起21路调整至该首末站始发终到，站名不变。[23]
- 2022年1月10日，因中山南路考古勘探需要，21路自该日起临时取消途径府文庙、中山南路、义全街。改为途径涂门街、温陵南路至泉州汽车站北门后原线行驶至2月10日。[24]
- 2022年3月16日，因疫情防控要求暂停中心市区范围内所有公交线路运营。21路自当日首班起暂停运营至4月15日。[25]
- 2022年4月16日，21路恢复运营。临时取消停靠东海大街中段、医大二院东海院区、东海滨城、霞露口、法坊路口、宝珊花园、黎明大学、东海街道办事处、客运中心站南门、刺桐路口、浦西路口等站点，运营时间临时调整为双向7:00-18:00。[26]
- 2022年4月18日，21路恢复停靠东海大街中段、医大二院东海院区、东海滨城、霞露口、法坊路口、宝珊花园、黎明大学、东海街道办事处、客运中心站南门、刺桐路口、浦西路口等站，运营时间恢复为西湖公园6:30-22:50、泉州师院6:00-22:00[27]
- 2023年11月20日，受中山南路改造施工封闭影响，自该日起21路取消途径府文庙、水门巷口、指挥巷口、义全街口、鲤城公安分局、幸福街口。改为途径涂门街、温陵南路至泉秀街西段站后原线行驶。改为停靠关帝庙、棋盘园、海关大楼等站。[28]
- 2024年1月11日，因百源路污水管道封闭施工影响，21路自该日起再次改道。取消途径百源路，改为途径打锡街、庄府巷、壕沟墘、新门街至府文庙站后原线行驶，并恢复停靠府文庙站。[29]
- 2024年2月6日，21路恢复途径百源路，取消途径打锡街、庄府巷、壕沟墘、新门街、府文庙。
- 2024年7月5日，因新门-涂门街污水干管建设工程施工。21路自该日双向临时取消途径百源路、涂门街。改为途径九一街、温陵北路至海关大楼站后原线行驶，并双向增停九一街、温陵路中段等站，其它不变。[30]
- 2024年7月26日，东海公司抽调21路5部XML6855JEVW0C至K306路用以补充运能。21路配车数降为30部，最低间隔由5分钟拉大至7分钟。
- 2025年1月6日，21路恢复途径百源路、涂门街。取消途径九一街、温陵北路。[31]
- 2025年3月6日，因微5路车辆更换需要，东海公司划拨21路2部XML6855JEVW0C至微5路，21路配车数降为28部。

## 站点
| 路线 | 路线 | 路线 | 所在地区、街道 | 所在地区、街道 | 站点名           | 备注                 |
| ---- | ---- | ---- | -------------- | -------------- | ---------------- | -------------------- |
|      |      |      | 丰泽区         | 新华北路       | 西湖公园         | 起讫站               |
|      |      |      | 丰泽区         | 新华北路       | 邮电公寓         | 西湖公园正门         |
|      |      |      | 丰泽区         | 新华北路       | 建南花园         |                      |
|      |      |      | 丰泽区         | 西湖街         | 西湖街西段       |                      |
|      |      |      | 丰泽区         | 西湖街         | 西湖街中段       |                      |
|      |      |      | 丰泽区         | 西湖街         | 西湖街东段       |                      |
|      |      |      | 丰泽区         | 泉山路         | 普明村           |                      |
|      |      |      | 鲤城区         | 北门街         | 北门街           |                      |
|      |      |      | 鲤城区         | 中山北路       | 华侨新村         |                      |
|      |      |      | 鲤城区         | 中山北路       | 医大二院鲤城院区 |                      |
|      |      |      | 鲤城区         | 东街           | 钟楼             |                      |
|      |      |      | 鲤城区         | 南俊路         | 承天寺           |                      |
|      |      |      | 鲤城区         | 百源路         | 百源路           |                      |
|      |      |      | 鲤城区         | 涂门街         | 关帝庙           | 到清净寺请在本站下车 |
|      |      |      | 鲤城区         | 涂门街         | 棋盘园           |                      |
|      |      |      | 丰泽区         | 温陵南路       | 海关大楼         |                      |
|      |      |      | 丰泽区         | 泉秀街         | 泉秀街西段       | 原名 泉州汽车站北门  |
|      |      |      | 丰泽区         | 泉秀街         | 浦西路口         | 原名 海峡银行        |
|      |      |      | 丰泽区         | 泉秀街         | 刺桐路口         |                      |
|      |      |      | 丰泽区         | 泉秀街         | 客运中心站南门   | 原名 沉洲路口        |
|      |      |      | 丰泽区         | 泉秀街         | 金帝花园         | 原名 成洲工业区      |
|      |      |      | 丰泽区         | 通港西街       | 现代广场         | 原名 坂头            |
|      |      |      | 丰泽区         | 通港西街       | 真武庙           | 原名 东海街道办事处  |
|      |      |      | 丰泽区         | 通港西街       | 黎明大学         |                      |
|      |      |      | 丰泽区         | 通港西街       | 宝珊花园         |                      |
|      |      |      | 丰泽区         | 通港西街       | 法坊路口         | 原名 筑路机厂        |
|      |      |      | 丰泽区         | 通港西街       | 霞露口           |                      |
|      |      |      | 丰泽区         | 东海大街       | 东海滨城         |                      |
|      |      |      | 丰泽区         | 东海大街       | 医大二院东海院区 | 原名 东海大街西段    |
|      |      |      | 丰泽区         | 东海大街       | 东海大街中段     |                      |
|      |      |      | 丰泽区         | 东海大街       | 东海大街东段     |                      |
|      |      |      | 丰泽区         | 东海大街       | 泉州师院         | 起讫站               |

## 票价
21路计价方式为一票制，全程¥1.0。其中：
- 泉通卡普通卡9折，月票卡、敬老卡、爱心卡优惠功能有效
- 可使用泉城通APP及支付宝、云闪付、微信乘车码支付

## 配车
21路配车数总计28部，其中：
- 金旅XML6855JEVW0C 28部

- 亚星JS6800H
（2006.9 - 2008.12）
- 亚星JS6906GHA
（2008.12 - 2010.10）
- 福达FZ6106UF63
（2010.10 - 2014.10）
- 西虎QAC6100NG5-1
（2014.10 - 2018.1）
- 金旅XML6855JEVW0C
（2018.1 - ）

## 相关
- 泉州公交线路列表